# Sky: Niños de la Luz
Sky: Niños de la Luz (en chino, Sky光·遇; pinyin, Sky Guāng·yù) (acortado como Sky) es un videojuego indie social de mundo abierto desarrollado y lanzado por Thatgamecompany. Su primer lanzamiento fue en iOS el 18 de julio de 2019. la versión de Android fue lanzada más tarde el 7 de abril del 2020, la versión para la Nintendo Switch el 29 de junio de 2021. y la versión para PlayStation 4 y 5 durante el 6 de diciembre de 2022. Se anunció la versión para Steam para el 10 de abril de 2024. Una versión beta ha estado disponible desde el lanzamiento, y es actualmente usada por los jugadores para dar feedback a los desarrolladores antes de implementar una nueva actualización en el juego oficial. Existió una versión beta limitada llamada Sky: Light Awaits, el período de prueba del beta duró desde diciembre de 2017 hasta julio de 2019. El 17 de marzo de 2025 Thatgamecompany anunció el reinicio de la versión beta para el 20 de marzo de 2025 y se reanudaría alrededor del 14 de abril de 2025 con un nuevo programa de beta y un nuevo formulario de registro para los jugadores.

## Modo de juego
En Sky, los jugadores exploran un mundo dividido en distintos reinos con el objetivo de recolectar Alas (también conocidas como estrellas o luces aladas) y descubrir Espíritus, de los cuales es posible obtener objetos y cosméticos. Los jugadores, denominados niños de luz (también conocidos como Skykids), pueden interactuar con una variedad de personajes no jugables y criaturas, como los Ancianos (Elders) de cada reino, criaturas de luz (mantarrayas, medusas, ballenas y aves, etc), criaturas de oscuridad (como los Dragones Oscuros) y otras como los cangrejos.
Al acumular una cantidad suficiente de luces aladas, la capa del jugador sube de nivel, lo que incrementa su energía máxima y les permite volar por períodos más prolongados.
El juego está ambientado en un mapa conformado principalmente por siete reinos: Isla del Amanecer, Planicie Luz del Día, Bosque Escondido, Valle del Triunfo, Páramo Dorado, Bóveda del Conocimiento y Ojo de Edén. Cada reino representa simbólicamente una etapa del ciclo de la vida y cuenta con diversas zonas para explorar. Existe también una zona adicional llamada Aldea Aviario, destinada a los jugadores nuevos —frecuentemente denominados Polillas por la comunidad—, donde comienzan su aventura. Actualmente, hay tres ubicaciones que funcionan como punto de partida o retorno para los jugadores, conocidas como hogares: el original, la Aldea Aviario y la Morada.
El juego incorpora un fuerte componente social. Los jugadores pueden conocerse, establecer vínculos de amistad y desbloquear nuevas interacciones conforme desarrollan su relación, como la posibilidad de chatear o enviarse regalos. Además, pueden obtener diversos cosméticos como capas, máscaras, peinados, sombreros, pantalones, expresiones y instrumentos musicales. Estos elementos pueden conseguirse mediante la moneda del juego o, en algunos casos, a través de microtransacciones. Algunos objetos especiales, como la capa exclusiva de la versión beta, solo están disponibles para quienes participaron en esa etapa previa al lanzamiento oficial.

### Moneda del juego
Sky cuenta con varios tipos de divisas dentro del juego, cada una con funciones específicas:
- Velas: son la moneda principal del juego. Pueden utilizarse para obtener objetos y cosméticos a través de los Espíritus y para realizar intercambios con otros jugadores. Se obtienen al recolectar piezas de luz repartidas por los reinos y fusionarlas en una vela blanca, o mediante la compra directa con dinero real.

- Corazones: son una moneda para la interacción social. Los jugadores los reciben como regalos de otros jugadores o de Espíritus al entregarles tres velas. Los corazones se utilizan principalmente para adquirir objetos cosméticos ofrecidos por los Espíritus.

- Velas ascendidas: representan la divisa más escasa del juego. Se obtienen al completar el ciclo del juego entregando luces aladas a los personajes denominados caídos en el Ojo de Edén, o al recolectar fragmentos rojos que caen de forma aleatoria en determinados reinos. Estas velas permiten desbloquear o ascender a los espíritus, fortalecer vínculos de amistad y obtener cosméticos especiales.

- Moneda de evento: también conocida como ticket de evento, es una divisa temporal exclusiva de ciertos eventos del juego. Solo puede usarse durante el período activo del evento correspondiente y no se convierte en velas una vez finalizado.

### Temporadas y Eventos
Sky incorpora contenido temporal dividido principalmente en temporadas y eventos, cada uno con funciones, duración y recompensas distintas dentro del juego.
Temporadas
Las temporadas son actualizaciones narrativas que se extienden por varias semanas e introducen nuevos espíritus, historias, áreas, mecánicas de juego y cosméticos. Durante una temporada, los jugadores pueden recolectar velas de temporada, una moneda temporal que permite desbloquear objetos exclusivos. Al concluir la temporada, estas velas se convierten en velas normales.
Aunque el contenido base de las temporadas está disponible de forma free-to-play, algunas recompensas solo se pueden obtener mediante la compra de un pase de aventura. Los espíritus de temporada pueden regresar posteriormente como espíritus viajeros, ofreciendo sus objetos originales por tiempo limitado, usualmente a un costo mayor en velas.
Algunas temporadas también han incorporado nuevas áreas o mecánicas. Existen tanto temporadas originales como colaborativas, estas últimas realizadas en asociación con obras o personajes reconocidos a nivel internacional.
Muchas temporadas en Sky han añadido nuevas áreas y mecánicas al juego. La Temporada de los Encantos introdujo una tienda de hechizos; la Temporada de la Profecía incorporó desafíos conocidos como pruebas; la Temporada de los Sueños agregó una nueva aldea, carreras y mejoras en ubicaciones ya existentes; mientras que la Temporada del Ensamblaje permitió la personalización de los llamados Espacios Compartidos, donde los jugadores pueden diseñar áreas a su gusto. Por su parte, la Temporada de Vuelo, estrenada el 4 de octubre de 2021, añadió una nueva zona cercana al Bosque Escondido, conocida como Los Caminos del Viento.
Una de las temporadas más destacadas fue la Temporada del Principito, una colaboración especial en conmemoración del 75.º aniversario del clásico literario El Principito. Durante esta temporada, los jugadores pueden interactuar con personajes del libro, marcando la primera colaboración oficial en la historia del juego.
Eventos
Los eventos son celebraciones de corta duración que ocurren en fechas específicas a lo largo del año. Suelen estar centrados en temáticas festivas, conmemorativas o culturales, y permiten a los jugadores participar en actividades especiales, acceder a decoraciones temporales y obtener objetos exclusivos.
A diferencia de las temporadas, los eventos no introducen narrativas prolongadas ni espíritus nuevos permanentes. Algunos eventos también cuentan con divisas especiales de duración limitada que desaparecen al finalizar el evento, sin posibilidad de ser convertidas en velas normales.
Existen tanto eventos anuales recurrentes como eventos especiales de colaboración. Estos últimos están disponibles solo durante periodos específicos y ofrecen objetos únicos relacionados con las franquicias participantes.

## Colaboraciones
- Temporada de El Principito, basado en un cuento infantil con el mismo nombre. Se anunció el 6 de julio de 2021 siendo la primera colaboración de Sky. El 17 de marzo de 2025 se anunció un encore de El Principito "Una flor para recordar: Redescubre al Principito en Sky" del 24 de marzo de 2025 al 13 de abril de 2025 en el evento de Días de floración en el juego.
- Paquete de voz (IAP) de Kizuna Al, 25 de febrero de 2022. Se anunció en la página de Sky el 15 de febrero de 2022.[12]
- Temporada de AURORA, un concierto virtual en el Valle del Triunfo. Se anunció el 12 de octubre de 2022.  La temporada se ha repetido más de una vez, para celebrar momentos importantes del juego, como una aparición especial en The Game Awards el 8 de diciembre de 2022, romper un récord en el Libro Guinness de los récords el 25 de agosto de 2023 y celebrar el lanzamiento de Sky en Playstation 4 y 5. Se anunció para junio del 2025 el regreso del concierto de Aurora a Sky.
- Paquete de voz y traje del juego Journey para Sky en Playstation 4 y 5 el 6 de diciembre de 2022,[13] y en todas las plataformas el 10 de abril de 2024.[7]
- Temporada en colaboración con El ciervo de nueve colores. Se anunció el 8 de enero de 2024. Temporada basada en el mediometraje chino de 1981. La temporada inició el 15 de enero de 2024.[14]
- Sky × Cinnamoroll Pop-Up Cafe. Se anunció el 22 de abril de 2024. Inició el 27 de abril de 2024. Un evento localizado en el Café del hogar Aldea Aviaria.[15]
- Sky × Moomin. Temporada de los Moomin: Un cuento clásico de sanación y aceptación. Inició el 7 de octubre de 2024.
- Sky × Alicia en el país de las maravillas Cafe: Una aventura llena de sorpresas. Inició el 23 de diciembre de 2024 y finalizó el 12 de enero de 2025.

## Música
Sky presenta una banda sonora orquestal compuesta por Vincent Diamante. Con algunas pistas realizadas por la orquesta sinfónica de Macedonia llamada FAME.. Aurora también presta su voz para la intro del juego y la canción del final.
Se han publicado hasta la fecha tres álbumes de la banda sonora. El primer álbum recoge música más reconocida del juego base El segundo contiene mayoritariamente música ambiental de fondo, y el tercer álbum incluye varias pistas compuestas para los eventos de temporada de Sky.

## Caridad
En el 2020, Thatgamecompany llevó a cabo unos eventos en el juego para apoyar a organizaciones benéficas. Primero fue el evento del "Día Mundial de la Naturaleza", en celebración por el día de la Tierra, en la que integraron una microtransacción única. Con cada compra de esta se plantaba un árbol, en colaboración con la organización de caridad OneTreePlanted. Este evento acabó con la plantación de 40.576 árboles en el Amazonas y los bosques australianos dañados por los incendios forestales. En abril de 2021, Sky organizó otro segundo evento para el "Día Mundial de la Naturaleza", usando el juego para promover conciencia sobre la contaminación de plásticos en el océano.
En mayo de 2020, Thatgamecompany organizó un evento para el "Día mundial de la Salud" para ayudar a recolectar dinero para la organización de Médicos Sin Fronteras, Thatgamecompany llegó a donar hasta 719.138 dólares para los fondos por la lucha contra la pandemia del COVID-19. Para el evento, Thatgamecompany también se unió a la campaña de PlayApartTogether creada por la Organización Mundial de la Salud.
En junio de 2020, "Sky" también celebró su primer evento para el "Día Mundial del Arcoíris", destacando objetos y hechizos con los colores del arcoíris para celebrar el Día del Orgullo Gay. El siguiente año para el "Día Mundial del Arcoíris" recogió fondos para The Trevor Project y el Fondo Global para Mujeres, en donde los jugadores llegaron a recolectar hasta 794.420 dólares en total.

## Recepción
Metacritic ha otorgado al juego un 82 sobre 100 con base en 18 críticas, además de otorgarle el número 1 de juegos compartidos de iOS de 2019, el número 3 de juegos de iOS más comentados de 2019 y el número 13 de mejores juegos de iOS de 2019. Game Informer ha puntuado el juego con un 8,5 sobre 10 afirmando que "Sky es un juego refrescante y robusto en la plataforma iOS, y uno que es mejor compartir con otros, especialmente con gente que normalmente no cogería un videojuego." GameSpot ha puntuado el juego con un 8 de 10, elogiando de forma excepcional los efectos visuales, las animaciones y la música, aunque admite que "el regreso a zonas anteriores no son ni de lejos tan cautivadoras como el primer viaje". IGN ha puntuado el juego con un 8,5 de 10, comparando el juego con su predecesor como "una continuación más grande y más audaz que amplía lo que hizo que Journey fuera tan grande"." Destructoid, al igual que muchos otros críticos, elogió que se trata de un juego que "casi todo el mundo debería experimentar", pero criticó duramente los controles táctiles y la falta de control de tu personaje, llegando a sugerir que "casi todo el mundo debería esperar al lanzamiento en consola o PC" para jugar al juego. Nintendo Life ha puntuado la versión de Switch con un 8 sobre 10, compartiendo los mismos elogios que otros críticos, aunque destacando que la jugabilidad simplista puede no mantener a los jugadores enganchados a largo plazo, y cómo la opción de alternar los FPS de 60 a 30 es objetivamente peor y solo proporciona pequeñas mejoras.

### Premios y nominaciones
El juego ganó el premio de Apple al juego del año para iPhone de 2019. El 5 de octubre de 2020, Gamasutra informó de que el juego había superado los 50 millones de descargas en todo el mundo.
| Año  | Premio                             | Categoría                                                      | Resultado | Referencia    |
| ---- | ---------------------------------- | -------------------------------------------------------------- | --------- | ------------- |
| 2019 | 2019 Golden Joystick Awards        | Juego del año para móviles                                     | Nominado  | [ 35 ]        |
| 2019 | The Game Awards 2019               | Mejor juego para móviles                                       | Nominado  | [ 35 ]        |
| 2020 | New York Game Awards               | Premio A-Train al mejor juego para móviles                     | Nominado  | [ 36 ]        |
| 2020 | Pocket Gamer Mobile Games Awards   | Juego del año                                                  | Nominado  | [ 37 ]        |
| 2020 | Pocket Gamer Mobile Games Awards   | Mejor Realización Audio/Visual                                 | Nominado  | [ 37 ]        |
| 2020 | Pocket Gamer Mobile Games Awards   | Pocket Gamer Elegido por el público                            | Ganador   | [ 37 ]        |
| 2020 | 23rd Annual D.I.C.E. Awards        | Juego portátil del año                                         | Nominado  | [ 38 ]        |
| 2020 | NAVGTR Awards                      | Juego familiar original                                        | Nominado  | [ 39 ]        |
| 2020 | NAVGTR Awards                      | Mezcla de luces original, nueva IP                             | Nominado  | [ 39 ]        |
| 2020 | Game Developers Choice Awards      | Mejor juego para móviles                                       | Nominado  | [ 40 ] [ 41 ] |
| 2020 | Game Developers Choice Awards      | Elegido por la audiencia                                       | Ganador   | [ 40 ] [ 41 ] |
| 2020 | SXSW Gaming Awards                 | Juego del año para móviles                                     | Ganador   | [ 42 ]        |
| 2020 | 18th Annual G.A.N.G. Awards        | Mejor música para un juego indie                               | Nominado  | [ 43 ]        |
| 2020 | 18th Annual G.A.N.G. Awards        | Mejor diseño de sonido en un videojuego casual/social          | Nominado  | [ 43 ]        |
| 2020 | 18th Annual G.A.N.G. Awards        | Mejor música para un videojuego casual                         | Nominado  | [ 43 ]        |
| 2020 | 18th Annual G.A.N.G. Awards        | Mejor canción original ("Constellation")                       | Nominado  | [ 43 ]        |
| 2020 | Webby Award                        | Aplicaciones, móviles y voz: Mejor diseño visual - Estética    | Ganador   | [ 44 ]        |
| 2020 | Apple Design Awards                | Diseño e innovación sobresalientes.                            | Ganador   | [ 45 ]        |
| 2020 | International Mobile Gaming Awards | Grand Prix                                                     | Ganador   | [ 46 ]        |
| 2020 | Games for Change Awards            | Mejor jugabilidad                                              | Ganador   | [ 47 ]        |
| 2020 | Games for Change Awards            | Premio G4C a la elección del público                           | Ganador   | [ 47 ]        |
| 2023 | Libro Guinness de los récords      | El concierto virtual con mayor número de usuarios mundialmente | Ganador   | [ 48 ]        |

## Sky: The Two Embers
Una adaptación a anime fue anunciada en AnimeJapan 2022, que se celebró del 26 al 27 de marzo de 2022.  La historia describe eventos que tuvieron lugar hace 500 años, también se anunció que el actor de voz japonés Yūki Kaji, el cual también es fanático de los proyectos de ThatGameCompany, ha sido mencionado como participante especial del proyecto.En la gamescom 2023 celebrada en agosto de 2023, se lanzó un nuevo avance del anime con el título oficial Sky: The Two Embers (en español: Sky: Las Dos Brasas). Las proyecciones de Sky: Las Dos Brasas: Parte 1 se programaron para comenzar el 21 de julio de 2025. Estas se desarrollarán en cuatro capítulos semanales. Los jugadores de Sky pueden disfrutar de los capítulos en una función anticipada dentro del propio juego en la zona del Cine.  

### Sinopsis
Ambientada quinientos años antes de los eventos principales de Sky, la historia sigue a dos niños que emprenden un viaje con el propósito de ayudar a los demás. Uno de ellos busca obtener poder para cambiar el mundo, pero ese anhelo lo lleva a la corrupción y a su propia destrucción. El otro, en cambio, intenta salvar el mundo convenciendo a la civilización de renunciar a dicho poder. A medida que la historia avanza, el tono se vuelve considerablemente más oscuro.